# 切莫達尼夫卡
50°57′4″N 33°54′52″E / 50.95111°N 33.91444°E
切莫達尼夫卡（烏克蘭語：Чемоданівка）是位於烏克蘭東北部的村莊，由蘇梅州羅姆內區的內德里海利夫市鎮負責管轄。該村處於比日河右岸，分別距離馬茲內0.5公里和多利納3公里，海拔高度170米，2001年人口206。